# Mont Arafat
Pour les articles homonymes, voir Arafat.
Ne doit pas être confondu avec Mont Ararat.
Le mont Arafat (parfois appelé mont Arafah) (arabe : جبل عرفات ; Jabal 'Arafât) est une colline de granite située à une vingtaine de kilomètres à l'est de La Mecque ; elle atteint environ 70 mètres de hauteur. On le connaît également sous le nom de Jabal ar-Raḥma ou « montagne de la miséricorde ».
Cette colline est l'endroit où Mahomet aurait donné son sermon d'adieu aux musulmans qui l'avaient accompagné pour le hajj (pèlerinage) à la fin de sa vie. Les musulmans croient qu'Adam et sa femme Ève ont été réunis sur cette colline et qu'ils y ont reçu le pardon de Dieu après 200 ans de séparation due à leur désobéissance et à leur incapacité de résister à l'appel d'Iblis (Satan). Le Coran mentionne la plaine d'Arafat dans la sourate 2, verset 198 : « (...) Lorsque vous déferlez d'Arafat, invoquez Dieu auprès du monument sacré ; invoquez-le, puisqu'il vous a dirigés, alors que vous étiez, auparavant, au nombre des égarés. »
Le secteur de niveau entourant cette colline s'appelle la plaine d'Arafat. C'est un lieu important dans l'islam car pendant le hajj, les pèlerins venus de Mina doivent y passer l'après-midi, le 9e jour de Dhou al-hijja.

## Le campement à Arafat

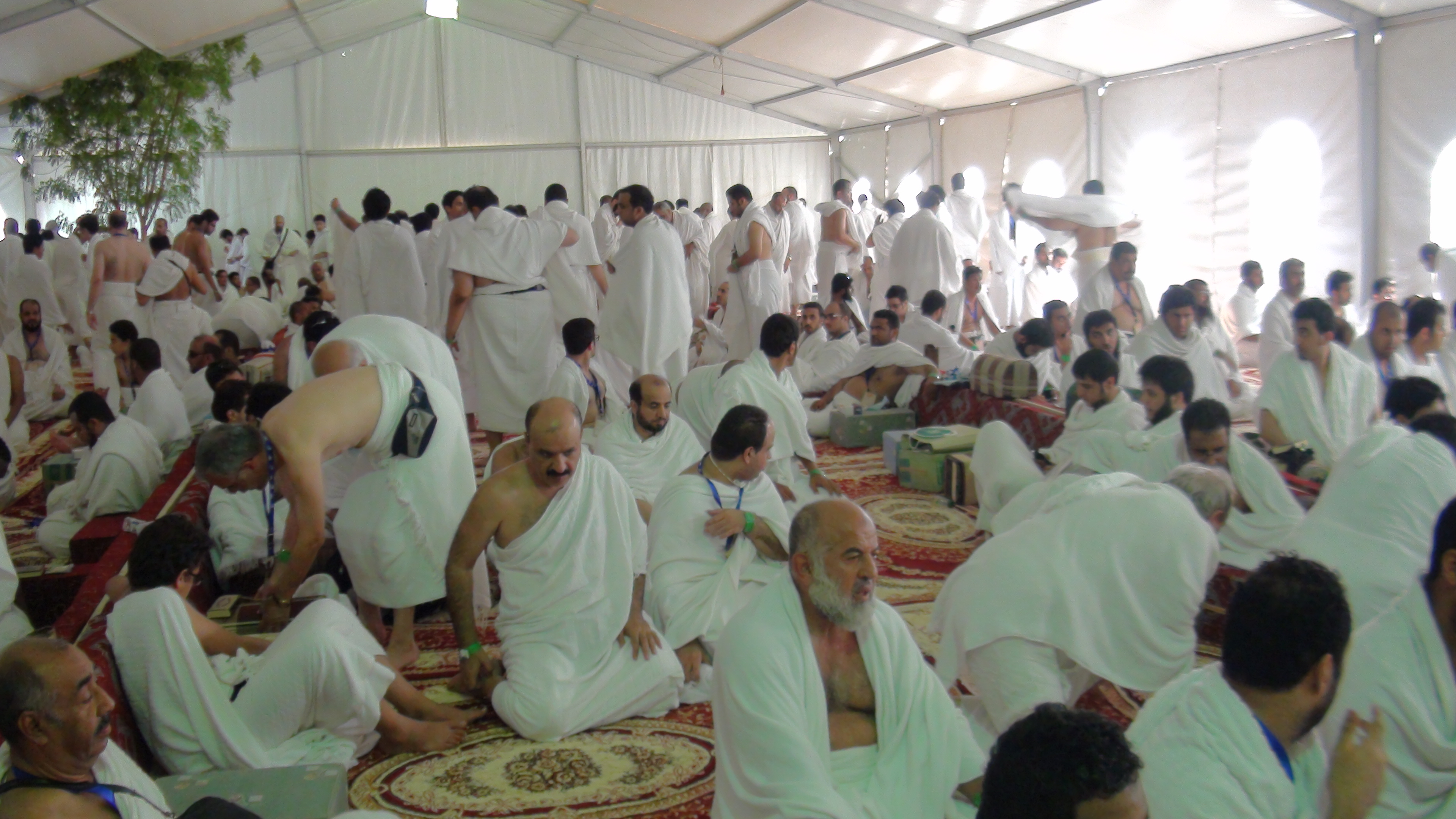
Pèlerins dans leur tente, à Arafat, lors du pèlerinage 2012.

Au moment du pèlerinage, des dizaines de milliers de tentes blanches parsèment la plaine d'Arafat pour accueillir les pèlerins qui passent la nuit sur place. Dès le Xe siècle, des représentations des tentes au pied du mont Arafat illustrent les codes du pèlerin donnant les règles à respecter lors du pèlerinage à la Mecque. Après leur station au mont Arafat, les pèlerins doivent se rendre à Muzdalifah pour y passer la nuit. Depuis novembre 2010, le site est desservi par le métro de La Mecque. Lors du pèlerinage 2012, près de 2,5 millions de musulmans de 189 nationalités se sont rassemblés au mont Arafat.

## Le sermon et la station

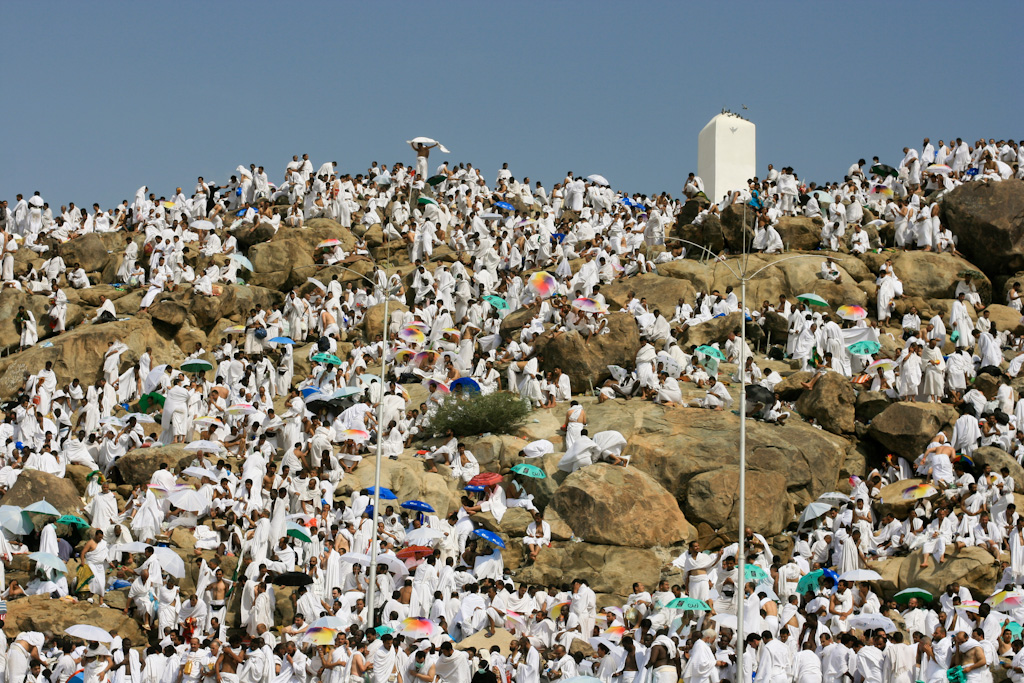
La foule de pèlerins envahit le mont Arafat lors de la « station » (wuqûf).

Aujourd'hui, c'est au mont Arafat qu'est délivré un khutba (sermon) de grande importance, destiné à l'ensemble de la communauté musulmane (la Oumma), car à leur retour, ce message est répercuté par les pèlerins dans leurs patries respectives. Ce prêche fait écho au célèbre sermon dit de « l'Adieu » que le Prophète prononça à midi, et qui commençait ainsi : « Ô gens, écoutez-moi, car je ne sais si je serai présent parmi vous en ce lieu, une fois passée cette année... ». C'est également à Arafat que sera révélé à Mahomet un verset essentiel aux yeux des musulmans : « Aujourd'hui, j'ai rendu parfaite votre religion ; J'ai parachevé Ma grâce sur vous ; J'ai agréé l'islam comme étant votre religion » (Coran, 5,3). Une fois ce sermon terminé, le Prophète accomplit la prière de midi qu'il enchaîna directement avec celle de l'après-midi, à la suite de quoi il resta debout en prière jusqu'au coucher du soleil. C'est le wuqûf (la « station », l'« arrêt »), qui est aujourd'hui un élément obligatoire du hajj. Cela explique que manquer cette étape dans la plaine d'Arafat au moment prescrit frappe le pèlerinage de nullité. Et que l'on puisse même résumer le pèlerinage à cette station à Arafat au jour prévu, ainsi que l'affirme un hadith du Prophète rapportant cette parole qu'il aurait eue à cette occasion : « le hajj, c'est Arafat »,.